# Canguru Matemático
Canguru Matemático (português europeu) ou Canguru de Matemática (português brasileiro) é um concurso anual internacional de Matemática. É dirigido aos alunos dos 2º e 3º ciclos do ensino básico, e do ensino secundário.
A sua promoção é de iniciativa da Associação Canguru sem Fronteiras, uma associação de âmbito internacional que congrega personalidades ligadas à Matemática em diversos países.
Aberto a todos os estudantes, sem seleção prévia, o concurso tem lugar no mesmo dia em quase todos os países participantes. A prova consiste num questionário de escolha múltipla de 24 ou 30 questões de dificuldade crescente.
Em Portugal a organização do concurso está a cargo do Departamento de Matemática da Faculdade de Ciências e Tecnologia da Universidade de Coimbra com o apoio da Sociedade Portuguesa de Matemática.

## História

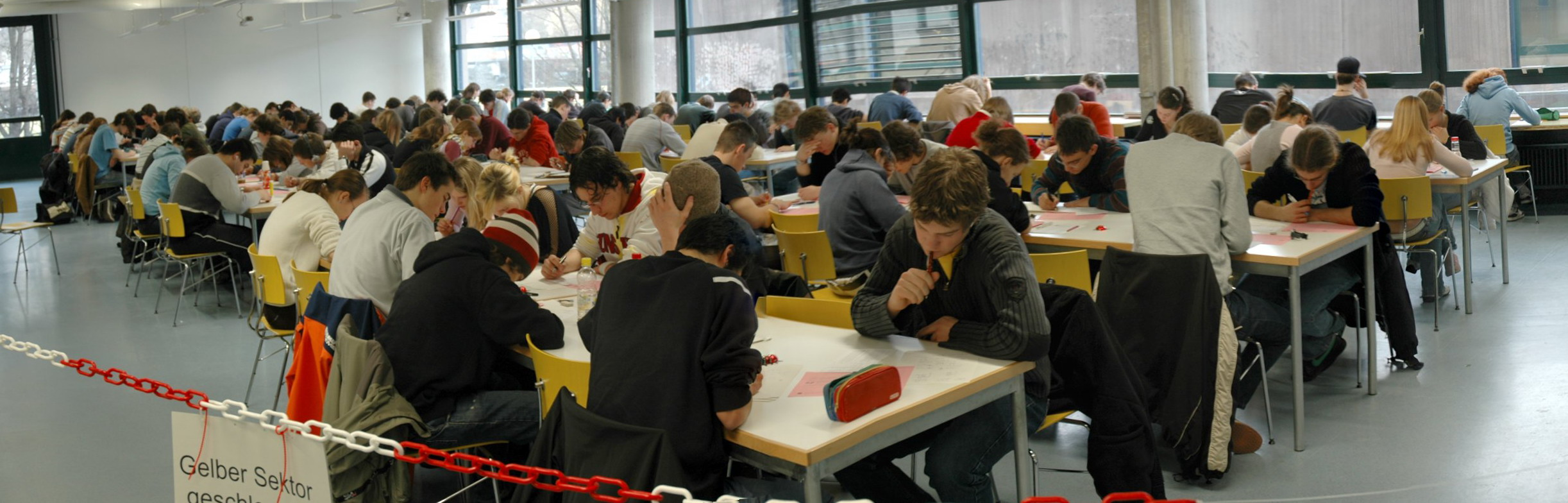
Estudantes alemães participando do Canguru Matemático em 2006

No início da década de 1980, Peter O'Holloran, um professor de Matemática de Sydney, na Austrália, inventou um novo tipo de Concurso Nacional nas escolas daquele país: um questionário de escolha múltipla, que fez um enorme sucesso.
Mais tarde, em 1991, os professores franceses André Deledicq e Jean Pierre Boudine decidiram iniciar a competição em França com o nome Canguru ("Kangourou") para prestar homenagem aos seus colegas australianos. Em sua primeira edição, participaram 120.000 estudantes, atraindo a atenção dos países vizinhos.
Em junho de 1993, o Conselho de Administração do Canguru ("Kangourou") Francês convocou um encontro europeu em Paris, e sete países decidiram adoptar o mesmo concurso.  Em Junho de 1994, em Estrasburgo, no Conselho Europeu, a Assembleia Geral dos representantes de 10 países europeus (Espanha, França, Grã-Bretanha, Hungria, Itália, Moldávia, Polónia, Rússia e Eslovénia) decidiram a criação do "Canguru Matemático sem Fronteiras".
Actualmente, a associação conta com representantes de 42 países e mais de 5 milhões de participantes em todo o mundo. Portugal participou pela primeira vez em 2005.

## Objetivos[2]
- Estimular o gosto e o estudo pela Matemática;
- Expandir e fomentar a aquisição dos saberes matemáticos;
- Atrair os alunos que têm receio da disciplina de Matemática, permitindo que estes descubram o lado lúdico da disciplina;
- Tentar que os alunos se divirtam a resolver questões matemáticas e percebam que conseguir resolver os problemas propostos é uma conquista pessoal muito recompensadora;
- Aumentar todos os anos o número de participantes no concurso a nível nacional e tentar atingir as cotas de participação de outros países europeus;
- Contribuir para o aprimoramento do ensino e da aprendizagem da Matemática do Ensino Fundamental ao Ensino Médio;
- Persuadir, nos alunos, a realização, bem como a satisfação, através da atividade intelectual.

## Formato
Em todos os países participantes, o concurso é um teste de múltipla escolha. A coleta dos cartões-resposta, a correção e a premiação são regulamentadas e organizadas nacionalmente. Na maioria dos países, o teste dura de 50 a 75 minutos. No Brasil, o teste dura 100 minutos. Ele consiste em 24 ou 30 problemas, a depender da categoria do participante. As seções para problemas de 3 pontos, 4 pontos e 5 pontos possuem a mesma quantidade de questões no teste. Há uma penalidade para respostas incorretas e nenhuma penalidade por deixar de responder um problema.
Em Portugal
O concurso apresenta-se em oito categorias, de acordo com a escolaridade dos alunos: 
- Categoria Mini-Escolar-I (para alunos do 2.º ano de escolaridade);
- Categoria Mini-Escolar-II (para alunos do 3.º ano de escolaridade);
- Categoria Mini-Escolar-III (para alunos do 4.º ano de escolaridade);
- Categoria Escolar (para alunos dos 5.º e 6.º anos de escolaridade);
- Categoria Benjamim (para alunos dos 7.º e 8.º anos de escolaridade);
- Categoria Cadete (para alunos do 9.º ano de escolaridade);
- Categoria Júnior (para alunos dos 10.º e 11.º anos de escolaridade);
- Categoria Estudante (para alunos do 12.º ano de escolaridade).

No Brasil
O concurso apresenta-se em seis categorias, de acordo com a escolaridade dos alunos: 
- Categoria Pre-Ecolier (para alunos dos 3º e 4º anos do ensino fundamental);
- Categoria Ecolier (para alunos dos 5º e 6º anos do ensino fundamental);
- Categoria Benjamin (para alunos dos 7º e 8º anos do ensino fundamental);
- Categoria Cadet (para alunos do 9º ano do ensino fundamental);
- Categoria Junior (para alunos dos 1ª e 2ª séries do ensino médio);
- Categoria Student (para alunos do 3ª série do ensino médio).